# В захист тварин
У захист тварин (англ. In Defense of Animals, IDA) — створена у 1983 році у Сан-Рафаелі (Каліфорнія, США) організація, котра захищає права тварин. Налічує понад 85 тисяч членів, річний бюджет $ 650 000. Девіз організації — «захист прав, добробуту і середовища перебування тварин».
Здобула популярність, зокрема, завдяки своїм кампаніям проти експериментів на тваринах, що проводяться американськими військовими, і експериментів над малюками мавп, відлучених від матерів. Автор і журналіст Дебора Блум так описала стратегію IDA: «абсолютний пітбуль. Ретельно обравши ціль уже ні за що її не відпускає».

## Історія
З моменту створення організації у 1983 році її президентом є ветеринар, доктор Елліот МА. Кац.
Кац — випускник Школи ветеринарної медицини Корнеллского університету. Був залучений у діяльність по захисту тварин, коли до нього за допомогою звернулися активісти руху, котрі домагалися припинення експериментів над тваринами, котрими, по їх інформації, були переповнені лабораторії Каліфорнійського університету у Берклиі. У відповідь Кац допоміг організовувати «Каліфорнійці за відповідальне дослідження», для забезпечення кращого догляду за тваринами в університеті.
З цього моменту IDA стає міжнародною зоозахисною організацією. Штаб-квартира організації перебуває у Північний Каліфорнії, також IDA розташовується представництвами повсюдно у Сполучених Штатах і філіалами у Індії та Африці.

## Програми та кампанії
IDA захищає тварин, що використовуються у наукових дослідженнях, харчовій промисловості, виробництві одягу, індустрії розваг і спорту, та у інших областях. Її методи включають організацію протестів і ненасильницьких акцій цивільної непокори, включаючи сидячі страйки, приковування і установку банерів.
Серед поточних програм кампанія, спрямована на поліпшення умов утримання слонів у зоопарках і цирках. IDA була однією з багатьох зоозахисних організацій, які сприяли закриттю Фонду Coulston, на той момент найбільшого центру досліджень на шимпанзе в світі. Інші досягнення організації включають в себе:
- Спасіння дельфінів — дослідник IDA Бен Уайт звільнив дельфінів у берегів Японії, перебуваючи під водою він розрізав сіті, у котрі ті були ув'язнені.[5][6]
- Кампанія проти охоти на кіз і буйволів на острові Санта-Каталина, у Каліфорнії.[7][8][9]
- Створення заповідного та освітнього центра шимпанзе у Камеруне у 1999 рокові[10] і центра спасіння поранених і кинутих тварин у Миссисипи.
- Організація порятунку сотень собак і кішок постраждалих у вогняному смерчі, що знищив понад 3500 будинків в Окленді / Берклі.
- Запобігання лучної полювання на Каліфорнійського оленя в національному парку Point Reyes
- Припинення проведення Нью-Йоркским університетом «кокаинових» експериментів на мавпах для Фонду Coulston. У 1995 рокові Міністерство сільського господи США підтримало претензії IDA у частини звинувачення: «зміст кількадесятьох шимпанзе у маломерных клітках, смерть щонайменше п'ятьох з них.»[11]
- Кампанія проти нейрофізиіолгічних експериментів на кішках Рокфеллеровского університету. Кампанія була підтримана PETA. По інформації IDA кішки лишалися у полній свідомості у процесі проведення експериментів. Університет заперечував це. Після 18 місяців протестів з сторони IDA, університет у 1998 рокові припинив експерименти.[12]
- Зупинення у 2001 рокові експериментів по дослідженню рака мозку на цуценятах бігля у Финиксе, штат Арізона, c початком судового процесу проти дослідника.[13]

### Акції проти утримання слонів у зоопарках
IDA вважає, що утримання слонів у зоопарках призводить до їх передчасної загибелі і, в умовах міських зоопарків, просто недостатньо місця для цих розумних тварин". Щороку IDA публікує список «10 жахливіших зоопарків для слонів».
IDA стверджує, саме під її тиском Зоопарк Сан-Франциско передав своїх слонів у заповідник у 2004 рокові. Однак зоопарк заявляє, IDA не має «нічого спільного» з цим рішенням.
Дана кампанія — частина більш масштабної програми, що стосується, на думку IDA, декількох американських зоопарків, в тому числі Національного зоопарку у Вашингтоні, що порушують законодавство про добробут тварин .. IDA стверджує, що Міністерство сільського господарства США визнало "серйозність стурбованості з приводу незадовільних умов для слонів в наших національних зоопарках ". Woodland Park Zoo відповідає на критику IDA: «обмежений простір є спрощеним аргументом і … слони в зоопарках отримують найкращий з можливих догляд».

## Дв. також
- Ape Action Africa

## Заслання
- Official Website [Архівовано 16 березня 2020 у Wayback Machine.]
- IDA-Africa [Архівовано 20 квітня 2019 у Wayback Machine.]
- Help Elephants In Zoos
- Guardian Campaign [Архівовано 8 серпня 2020 у Wayback Machine.]